# Andreas Biermann (Fußballspieler, 1980)
Andreas Biermann (* 13. September 1980 in West-Berlin; † 18. Juli 2014 in Berlin) war ein deutscher Fußballspieler, der unter anderem für den FC St. Pauli in der 2. Bundesliga aktiv war.

## Fußballkarriere

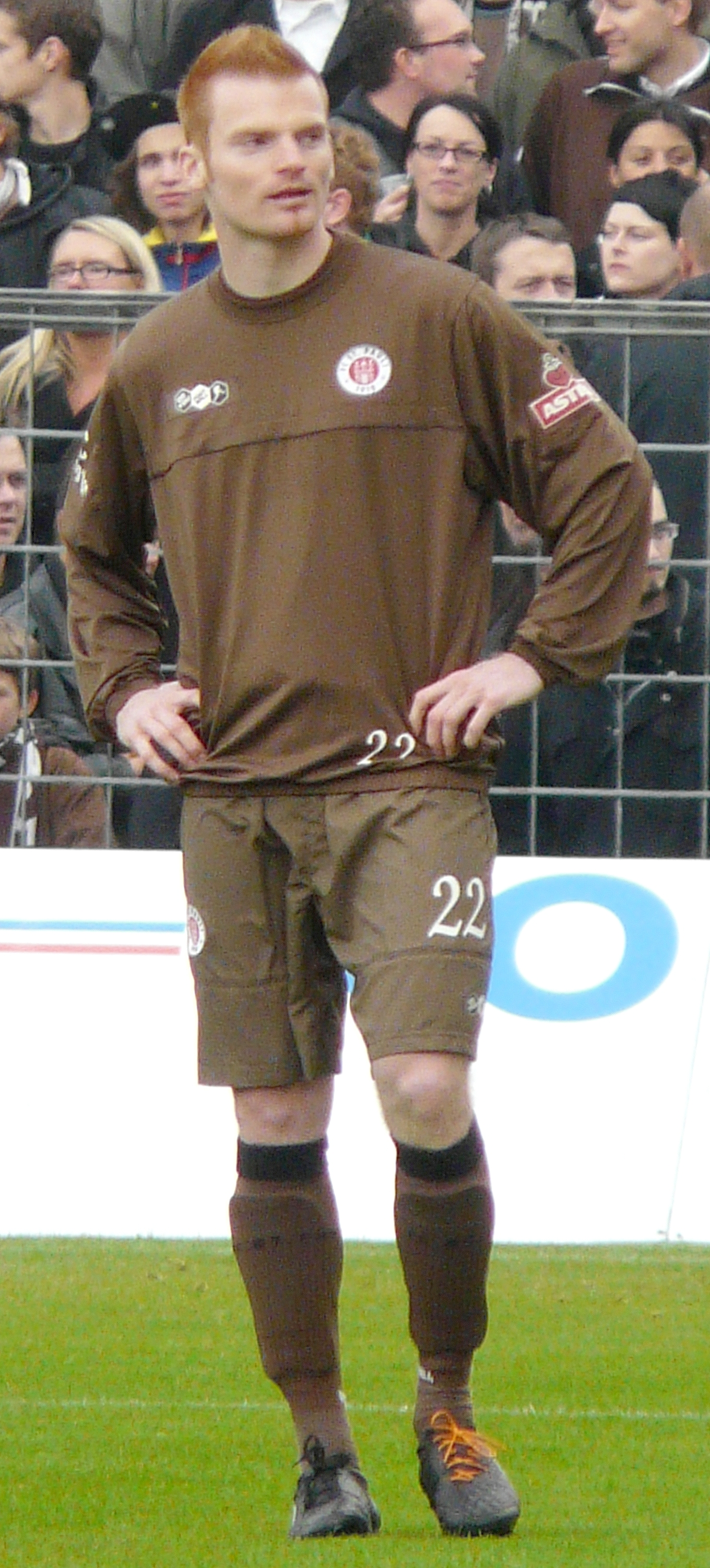
Biermann 2008 beim FC St. Pauli

Biermann begann seine Karriere in der F-Jugend des SC Schwarz-Weiß Spandau. Dort spielte er bis 1997, als er als B-Jugendlicher zu Hertha BSC wechselte. Einer seiner Mentoren war der damalige Trainer der Hertha-Amateure, Falko Götz. Dem Sprung in den Profikader standen jedoch drei Schulterverletzungen im Weg. Das Angebot von Hertha BSC, weiterhin für die U23 zu spielen, lehnte Biermann ab und so wechselte er 2001 zum SC Göttingen 05, wo Trainer Eulberg das Team soeben in die Regionalliga Nord geführt hatte. Kurz vor dem Saisonstart verweigerte der DFB jedoch den Göttingern die Lizenz, so dass Biermann mit dem Verein eine Liga tiefer aktiv sein musste.
So wechselte Biermann noch in derselben Saison zum Regionalligisten Chemnitzer FC und war bis zur Spielzeit 2003/04 dort aktiv, ehe durch eine schwere und lange andauernde Knieverletzung zunächst eine Sportinvalidität drohte. Biermann wechselte zum Oberligisten MSV Neuruppin, um dort zunächst als Co-Trainer unter Christian Schreier zu arbeiten. Er ließ sein Knie nach neuesten medizinischen Erkenntnissen erneut behandeln und konnte nach einer intensiven Reha-Maßnahme wieder schmerzfrei spielen, sodass er in Neuruppin eineinhalb Jahre lang als einer der Leistungsträger im Aufgebot stand.
Zur Saison 2006/07 folgte Biermann Trainer Schreier zum Regionalliga-Aufsteiger 1. FC Union Berlin, spielte dort eine starke Serie auf der linken Außenbahn und gehörte zu den konstant auf hohem Niveau spielenden Akteuren. Nach Ablauf dieser Saison lehnte Biermann ein Vertragsangebot der Berliner ab, da schon zu diesem Zeitpunkt der FC St. Pauli Interesse an ihm bekundet hatte. Zu einer Verpflichtung kam es jedoch noch nicht.
Auf Vermittlung eines ehemaligen Jugendtrainers schloss er sich im November 2007 Tennis Borussia Berlin an. Nachdem er ein halbes Jahr für TeBe gespielt hatte, kam das erneute Angebot vom FC St. Pauli und schließlich die Unterzeichnung seines ersten Vertrags in der 2. Bundesliga. Sein Debüt als Lizenzspieler gab er am 10. März 2008 im Spiel gegen 1860 München (0:0). Für St. Pauli bestritt Biermann insgesamt zehn Spiele in der zweiten Liga. Sein Vertrag endete dort 2010.
Von 2011 bis 2013 war Biermann beim FC Spandau 06 in der Berliner Landesliga aktiv. Zur Saison 2012/13 übernahm er dort das Amt des Spielertrainers. Die Spielzeit verlief wenig erfolgreich und endete mit dem Abstieg des FC. Biermann verlor nach einem 0:6 im Mai 2013 gegen den Spandauer SV den Trainerposten.
Ab 2013 verstärkte er (unter anderem zusammen mit dem ehemaligen Schiedsrichter Robert Hoyzer) die Senioren der FSV Spandauer Kickers.

## Privatleben
Am 20. November 2009 teilte Biermann in einer Pressekonferenz mit, dass er im Oktober desselben Jahres einen Suizidversuch unternommen und sich daraufhin wegen Depressionen in stationäre Behandlung begeben habe. Der Suizid des Nationaltorwarts Robert Enke zehn Tage zuvor habe ihn zum Schritt an die Öffentlichkeit bewogen. Er gab dabei außerdem an, beinahe vom Glücksspiel abhängig geworden zu sein. Nach seiner Rückkehr in die Mannschaft des FC St. Pauli fühlte er sich dort von den Kollegen alleingelassen.
Biermann erhielt keinen Profivertrag mehr, nachdem sein Engagement bei St. Pauli 2010 beendet war. Daher äußerte er sich später kritisch zu seinem Coming-out:

„Die Befürchtungen, die ich hatte, bevor ich meine Krankheit öffentlich gemacht habe, haben sich bestätigt. Ich würde keinem depressiven Profi empfehlen, seine Krankheit öffentlich zu machen.“

Im Frühjahr 2011 schrieb er mit dem Journalisten Rainer Schäfer ein Buch über sein Leben mit der Krankheit unter dem Titel Rote Karte Depression.
Im Februar 2012 gab Biermann bekannt, einen erneuten Suizidversuch (seinen dritten bekannten) unternommen zu haben.
Andreas Biermann starb am 18. Juli 2014 durch Suizid. Er hinterließ seine Ehefrau und zwei gemeinsame Kinder. Die Urnenbeisetzung fand am 21. August 2014 auf dem Friedhof Spandau statt.